# 福州工商学院
福州工商学院是中华人民共和国的一所全日制本科民办普通高等学校，位于福建省福州市。
2002年，福建农林大学东方学院成立，作为福建农林大学的独立学院。2019年，独立设置为福州工商学院。